# Constant de Rydberg

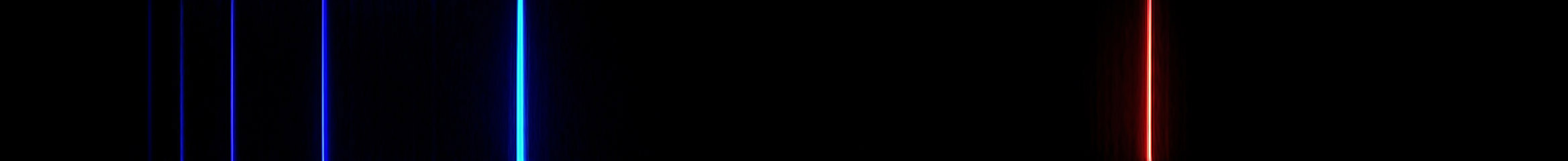
Les línies visibles de l'espectre d'emissió de l'hidrogen o sèrie de Balmer. H-alfa és la línia vermella de la dreta.

La constant de Rydberg (símbol R∞) és una constant fonamental de la física que permet obtenir el nombre d'ona de cadascuna de les línies de l'espectre atòmic format per sèries similars a les de l'hidrogen. El seu valor és:
| {\displaystyle R_{\infty }=10\,973\,731,568\,539(55)\;m^{-1}} |

La constant de Rydberg és la constant física fonamental que està determinada a més precisió, la incertesa estàndard relativa és de 5 × 10–12. Tanmateix la constant de Rydberg no pot ser mesurada directament i es determina a partir de mesures espectroscòpiques de les sèries de Lyman i Balmer de l'hidrogen, del deuteri i de l'heli.

## La fórmula de Rydberg

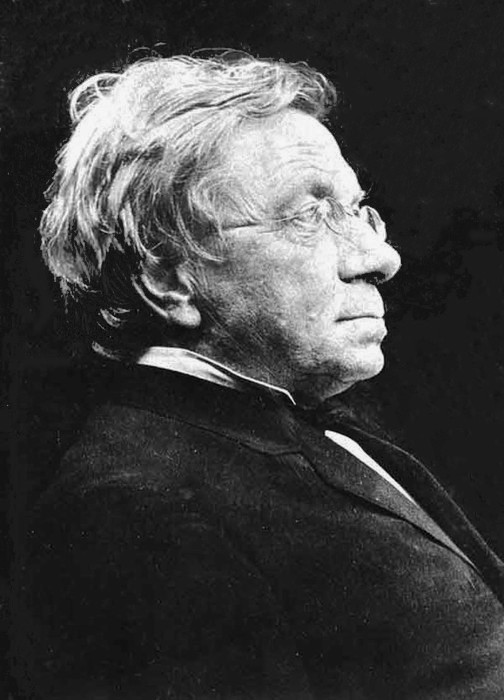
Johann Jakob Balmer al voltant del 1880

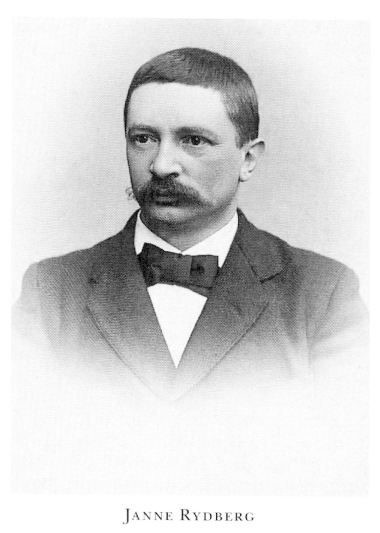
Johannes (Janne) Robert Rydberg

L'hidrogen emet una sèrie de línies espectrals a la zona de l'espectre de llum visible quan se'l sotmet a una descàrrega elèctrica dins un tub a baixa pressió. Aquest conjunt de línies foren estudiades pel suís Johann Jakob Balmer (1825-1898) que, el 1885, després d'una recerca mitjançant assaig i error, trobà una fórmula que permet relacionar totes aquestes les longituds d'ona de les línies observades:
{\displaystyle \lambda =B\cdot {\frac {n^{2}}{n^{2}-4}}}
on:
- {\textstyle \lambda }, és la longitud d'ona,
- {\textstyle B}, és la constant de Balmer, que val 3646 Å.
- {\textstyle n}, és un nombre enter que pot adoptar valors superiors a 2, això és 3, 4, 5...[6]

El 1889 el suec Johannes Robert Rydberg (1854-1919) estudià espectres atòmics del grup dels metalls alcalins, motivat per l'èxit de la llei periòdica descoberta el 1869 pel químic rus Dmitri Mendeléiev (1834-1907), els quals eren relativament simples comparats amb els d'altres metalls com ara el ferro, a més els espectres dels alcalins contenen moltes ratlles en la zona visible. Rydberg aconseguí obtenir empíricament una fórmula per a totes les ratlles conegudes dels alcalins, per la qual cosa definí el nombre d'ona {\textstyle 1/\lambda } com la inversa de la longitud d'ona {\textstyle \lambda }. L'expressió obtinguda fou:
{\displaystyle {\frac {1}{\lambda }}=R\cdot \left[{\frac {1}{n_{f}^{2}}}-{\frac {1}{n_{i}^{2}}}\right]\quad \quad n_{f}<n_{i}}on:
- {\textstyle R} és la constant de Rydberg.
- {\textstyle n_{f}} i {\textstyle n_{i}} són nombres enters que poden adoptar els valors 1, 2, 3, 4,... infinit.

Rydberg s'adonà que l'expressió que havia obtingut Balmer per a l'espectre de l'hidrogen era un cas particular de la seva dels alcalins però, sorprenentment, només s'observaven línies per a {\textstyle n_{f}=2}. Així fent la inversa de la fórmula de Balmer s'obté:
{\displaystyle {\frac {1}{\lambda }}={\frac {n^{2}-4}{B\cdot n^{2}}}={\frac {1}{B}}\left({\frac {n^{2}}{n^{2}}}-{\frac {4}{n^{2}}}\right)={\frac {4}{B}}\left({\frac {1}{2^{2}}}-{\frac {1}{n^{2}}}\right)}
Pocs anys després es descobriren noves sèries de ratlles de l'hidrogen que ompliren els buits que mancaven segons la fórmula de Rydberg. Així per a {\textstyle n_{f}=1} s'obté la sèrie de Lyman (1906) a la zona de l'ultraviolat; amb {\textstyle n_{f}=2} a ja comentada sèrie de Balmer de la zona visible; si {\textstyle n_{f}=3} s'obté la sèrie de Paschen (1908) ja en la zona de l'infraroig; el valor {\textstyle n_{f}=4} correspon a la sèrie de Brackett (1922) també a l'infraroig; igual que {\textstyle n_{f}=5}, que és la sèrie de Pfund (1924) i {\textstyle n_{f}=6} de la sèrie de Humphreys (1953).

## El model atòmic de Bohr

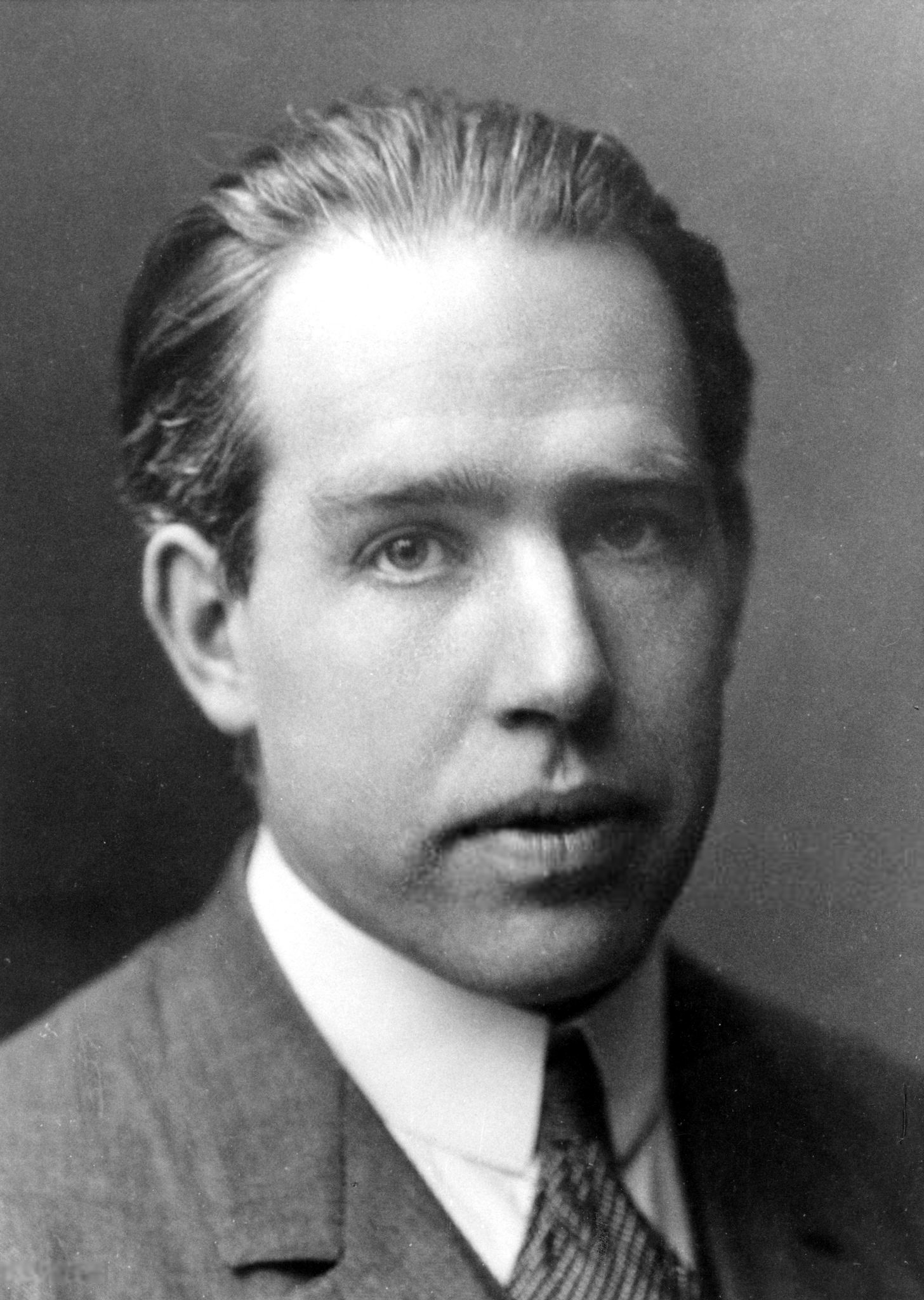
Niels Henrik David Bohr al voltant del 1922

Transicions de nivell dels electrons entre nivells d'energia electrònics segons el model de Bohr

El 1913, el físic danès Niels Bohr (1885-1962) proposà un model atòmic en el qual els electrons giren entorn del nucli atòmic en unes òrbites circulars quantitzades, això és, que no totes les òrbites són possibles, sinó només aquelles que compleixen unes certes condicions. Amb aquest model Bohr explicà que les línies espectrals d'emissió eren radiació electromagnètica emesa quan un electró baixava des d'un nivell més alt en energia (òrbita més allunyada del nucli atòmic) a una inferior (òrbita més propera). Les línies dels espectres atòmics d'absorció corresponien al procés invers, és a dir a l'absorció de radiació electromagnètica per part d'un electró que l'invertia a pujar de nivell, des d'una òrbita propera al nucli atòmic a una més allunyada. Aquests bots dels electrons entre òrbites o nivells d'energia electrònics és el que mesura la fórmula de Rydberg. Bohr deduí teòricament la fórmula de Rydberg, i predigué l'existència de més sèries encara no descobertes: Brackett (1922), Pfund (1924) i Humphreys (1953). La relació amb l'energia dels nivells s'obté a partir de l'equació de Planck que relaciona la freqüència d'una radiació electromagnètica amb l'energia: {\textstyle E=h\cdot f=h\cdot c/\lambda }. Hom veu que si es multiplica el nombre d'ona, {\textstyle 1/\lambda } per la constant de Planck, {\textstyle h} i la velocitat de la llum al buit {\textstyle c} s'obté una energia. Així es pot transformar la fórmula de Rydberg i posar-la en forma de l'energia dels nivells electrònics, l'inicial {\textstyle E_{i}} i el final {\textstyle E_{f}} (la qual cosa també explica la simbologia emprada a la fórmula de Rydberg):
{\displaystyle h\cdot c\cdot {\frac {1}{\lambda }}=h\cdot c\cdot R\cdot \left[{\frac {1}{n_{f}^{2}}}-{\frac {1}{n_{i}^{2}}}\right]}{\displaystyle \Delta E={\frac {h\cdot c\cdot R}{n_{f}^{2}}}-{\frac {h\cdot c\cdot R}{n_{i}^{2}}}={\frac {E_{f}}{n_{f}^{2}}}-{\frac {E_{i}}{n_{i}^{2}}}}
A partir del model atòmic de Bohr, la constant de Rydberg ve expressada en funció d'altres constants:
{\displaystyle R_{\infty }={\frac {m_{\text{e}}\cdot e^{4}}{8\cdot {\varepsilon _{0}}^{2}\cdot h^{3}\cdot c}}}
on:
- {\displaystyle m_{\text{e}}}, és la massa en repòs de l'electró,
- {\displaystyle e}, és la càrrega elèctrica elemental,
- {\displaystyle \varepsilon _{0}}, és la constant dielèctrica del buit,
- {\displaystyle h}, és la constant de Planck, i
- {\displaystyle c}, és la velocitat de la llum en el buit.

L'èxit del model atòmic de Bohr fou extraordinari. Tanmateix, quan s'intentà aplicar-lo a àtoms poliatòmics es descobrí que tenia moltes limitacions. Entre d'altres, s'observà que els valors calculats dels nombres d'ona era quelcom majors que els experimentals; és a dir, que en augmentar el nombre atòmic el valor de la constant de Rydberg no era constant, sinó que creixia lleugerament. Una solució a aquest problema fou proposada pel físic alemany Arnold Sommerfeld (1868-1951): en un sistema en el qual l'electró gira al voltant del nucli, en realitat aquest no resta estacionari, sinó que tant el nucli com l'electró es mouen en una òrbita circular al voltant del centre de gravetat. Segons la mecànica es pot suposar que l'electró gira al voltant d'un nucli de massa {\textstyle m_{n}}, que resta fix, però amb una massa de l'electró diferent, anomenada massa reduïda, {\textstyle \mu }, que és definida per l'expressió:
| Àtom            | Z | A | {\textstyle R_{\mu }}, m-1 |
| --------------- | - | - | -------------------------- |
| Hidrogen (H)    | 1 | 1 | 10 967 758                 |
| Deuteri (D)     | 1 | 2 | 10 970 742                 |
| Triti (T)       | 1 | 3 | 10 971 735                 |
| Heli (He+)      | 2 | 4 | 10 972 227                 |
| Liti (Li2+)     | 3 | 7 | 10 972 880                 |
| Beril·li (Be3+) | 4 | 9 | 10 973 070                 |

{\displaystyle \mu ={\frac {m_{e}\cdot m_{n}}{m_{e}+m_{n}}}}
Com que {\textstyle m_{n}\gg m_{e},\;\mu \simeq m_{e}}, per la qual cosa aquest efecte és molt petit. Quan {\textstyle m_{n}\rightarrow \infty ,\;\mu \rightarrow m_{e}}, i l'efecte només es nota en àtoms lleugers. Aquesta massa infinita és l'origen del símbol infinit, {\textstyle \infty }, que duu la constant de Rydberg. La constant de Rydberg, {\textstyle R_{\mu }}, que s'ha d'emprar per a un determinat element és definida per la següent expressió:
{\displaystyle R_{\mu }\equiv R_{\infty }\cdot {\frac {\mu }{m_{e}}}}
La relació entre ambdues constants és, per a l'àtom d'hidrogen: {\displaystyle R_{H}=R_{\mu }=0,999\,455\,679\ 4\cdot R_{\infty }}, per tant {\textstyle R_{H}=10\,967\,758,3\;m^{-1}}